# Henuttaui (papnő)
Henuttaui (fl. i. e. 1000 körül) ókori egyiptomi papnő volt a XXI. dinasztia idején; múmiája az úgynevezett „kokainmúmiák” egyike, melyekkel az Egyiptom és Dél-Amerika közti kapcsolatot próbálták bizonyítani.
Életéről nem sokat tudni. Papnő és énekesnő volt a thébai Ámon-templomban, halála után múmiáját a Dejr el-Bahari-i nekropoliszban temették el. A sír felfedezése után a múmia a bajor király (valószínűleg I. Lajos) tulajdonába került, aki a müncheni Staatliche Sammlung für Ägyptische Kunstnak adományozta. Jelenleg is ebben a múzeumban található (katalógusszám: ÄS 57). Koporsója, amely egykor a lisszaboni Nemzeti Régészeti Múzeumban volt, ma szintén Münchenben található.
1992-ben Svetlana Balabanova német toxikológus kokain, hasis és nikotin nyomait fedezte fel Henuttaui és a múzeumban őrzött más múmiák hajában. Ez azért jelentős, mert a kokainról és a nikotinról úgy tartották, hogy kizárólag Dél-Amerikában honos növényekből eredhet (kokacserje illetve dohány), és Afrikában csak Kolumbusz Kristóf amerikai útja után jelent meg. Ezt a prekolumbián őslakók és az ókori egyiptomiak közti kapcsolat hívei elméletük bizonyítékaként kezelték. Két, ezt követő vizsgálat során azonban, melyeket egyiptomi múmiákon és más emberi maradványokon végeztek, nem sikerült megismételni Balabanova eredményeit, ezek már csak nikotinra adtak pozitív eredményt. Ezek után feltételezhető, hogy még ha valóban találtak is kokaint a múmiákon, vagy a felfedezés utáni, modern kori szennyeződésről van szó, vagy azt bizonyítja, hogy hamis múmiáról van szó, mivel a viktoriánus korban elterjedt egyiptomi csalás volt modern kori holttesteket mumifikálni és őskoriként eladni. Ugyanez az érv a nikotinra is áll, de itt még hozzá kell tenni, hogy a kokainnal ellentétben a nikotin más, nem dél-amerikai növényekben is előfordul, és ezek közül kettő, az álombogyó (Withania somnifera) és a zeller (Apium graveolens) az ókori egyiptomiak előtt is ismert volt.

## Fordítás
- Ez a szócikk részben vagy egészben  a   Henut Taui című angol Wikipédia-szócikk ezen változatának fordításán alapul.  Az eredeti cikk szerkesztőit annak laptörténete sorolja fel. Ez a jelzés csupán a megfogalmazás eredetét és a szerzői jogokat jelzi, nem szolgál a cikkben szereplő információk forrásmegjelöléseként.